# ホスホエタノールアミン-N-メチルトランスフェラーゼ
ホスホエタノールアミン-N-メチルトランスフェラーゼ(Phosphoethanolamine N-methyltransferase、EC 2.1.1.103)は、以下の化学反応を触媒する酵素である。
S-アデノシル-L-メチオニン + エタノールアミンリン酸{\displaystyle \rightleftharpoons }S-アデノシル-L-ホモシステイン + N-メチルエタノールアミンリン酸
従って、この酵素の2つの基質はS-アデノシル-L-メチオニンとエタノールアミンリン酸、2つの生成物はS-アデノシル-L-ホモシステインとN-メチルエタノールアミンリン酸である。
この酵素は、転移酵素、特に1炭素基を転移させるメチルトランスフェラーゼのファミリーに属する。系統名は、S-アデノシル-L-メチオニン:エタノールアミンリン酸 N-メチルトランスフェラーゼである。その他よく用いられる名前に、phosphoethanolamine methyltransferase等がある。この酵素は、グリセロリン脂質の代謝に関与している。